# 独脚金
独脚金（学名：Striga asiatica）为玄参科独脚金属下的一个种。分布于中国大陆云南、贵州、广西、广东、湖南、江西、福建及台湾。属于寄生植物，生长在庄稼地和荒草地。可入药，治疗小儿疳积。

## 别名
干草（广东）、矮脚子（江西）

## 变种
独脚金宽叶变种（S. asiatica var. humilis），又称密穗独脚金，分布于中国广东和印度。

## 扩展阅读
維基物種上的相關：独脚金